# Hilarempis cineracea
Hilarempis cineracea är en tvåvingeart som beskrevs av Collin 1928. Hilarempis cineracea ingår i släktet Hilarempis och familjen dansflugor. Inga underarter finns listade i Catalogue of Life.